# Adam Nelson
Adam Nelson född 7 juli 1975 i Atlanta, Georgia, USA är en amerikansk kulstötare som tillhört världstoppen under 2000-talet. Innan han började med kulstötning spelade han amerikansk fotboll på collegenivå. 
Nelsons genombrott kom när han 1994 vann VM-guld vid junior-VM i Lissabon. Nästa mästerskap som han deltog i var Olympiska sommarspelen 2000 i Sydney där hans 21,21 räckte till silver åtta centimeter från Arsi Harju som segrade. Å andra sidan var han bara en centimeter bättre än trean John Godina.
Vid VM 2001 i Edmonton stötte han som längst 21,24 vilket var sex decimeter kortare än Godina som slutade som segrare. Under 2002 noterade Nelsons sitt personliga rekord som lyder på 22,51, ett resultat som placerar honom som tia genom alla tider (nov-08).
Vid VM 2003 var han åter i final och slutade ånyo tvåa denna gång var det vitryssen Andrej Michnevitj som slutade som segrare. 

## Olympiska spelen 2004
Nelson var en av favoriterna till segern vid Olympiska sommarspelen 2004 och i kvalomgången stötte han längst av alla med ett kast på 21,15 meter. När väl finalen började inledde han med att stöta 21,16, i första omgången stötte Jurij Bilonog 21,15. I den andra omgången prickade Bilonog åter samma markering och hade två stötar på 21,15. Inför sista omgången var Nelson i ledning en centimeter för ukrainaren som då stötte 21,16. Nelsons sista stöt var ogiltig vilket innebar att Bilonog vann på en bättre andra stöt.

## Efter OS 2004
Vid VM 2005 lyckades Nelson vinna guld genom en stöt på 21,73. Han deltog även vid VM 2007 i Osaka där han blev för tredje gången i VM-sammanhang silvermedaljör denna gång slagen av landsmannen Reese Hoffa. 
Nelson deltog vid Olympiska sommarspelen 2008 där han hade den nästlängsta stöten av alla i kvalet. Väl i finalen noterade han tre ogiltiga stötar i rad och slutade sist utan resultat. 

## Personligt rekord
- Kula - 22,51 meter
- Inomhus har Nelson stött 22,40 vilket placerar hon som 3:s genom alla tider bakom Randy Barnes och Ulf Timmermann.